# Yotoco
Yotoco – miasto w Kolumbii, w departamencie Valle del Cauca.